# Abaújszántó
Abaújszántó (szlovákul: (Abovský) Santov) város az Észak-Magyarország régióban, Borsod-Abaúj-Zemplén vármegye Gönci járásában. Szőlő- és borgazdasági szempontból a Tokaji borvidék egyik települése.

## Fekvése
Az Északi-középhegységben, a Zempléni-hegység nyugati lábánál, a Cserehát és a Zempléni-hegység között fekszik, a Hernád völgyében, a Szerencs-patak mellett. A megye székhelyétől, Miskolctól közúton mintegy 40 kilométer választja el.
A szomszédos települések: észak felől Abaújkér, északkelet felől Abaújalpár, kelet felől Sima és Erdőbénye, délkelet felől Tállya, dél felől Golop, nyugat-délnyugat felől Felsődobsza, nyugat felől Pere, északnyugat felől pedig Hernádbűd. Csak nagyon kevés híja van annak, hogy nem határos délnyugat felől még Monokkal is.

### Éghajlata
Éghajlata mérsékelten meleg és mérsékelten száraz. Az évi középhőmérséklet 9 - 9,5 °C. Az éves napfénytartam mintegy 1900 óra, az évi átlagcsapadék 600 mm körül van.

### Megközelítése
Legfontosabb közúti megközelítési útvonala a 39-es főút, ezen érhető el Encs, illetve Tokaj térsége felől is. Halmajjal és Felsődobszával a 3703-as, Perével és Inánccsal a 3704-es, Boldogkőváraljával pedig a 3714-es út köti össze. Határszélét északon érinti még a 3705-ös út is.
A közúti tömegközlekedést a Volánbusz autóbuszai biztosítják.
Vonattal a MÁV 98-as számú, Szerencs–Hidasnémeti-vasútvonalán érhető el, melynek két megállási pontja is van itt. Abaújszántói fürdő megállóhely a belterület délnyugati részén létesült, a 3703-as út vasúti keresztezése mellett, annak déli oldalán, Abaújszántó vasútállomás pedig a kisváros északi határában, a 39-es főút mellett.

## Története
Abaújszántó az ősidők óta lakott, helyén már a történelem előtti korban is éltek, mint azt a Felső-Győr, Középső-Győr és Középső-Gyertyámos szőlőhegyeken talált őskori bronzeszközök tanúsítják. Magyarok a honfoglalás óta lakják.
Híres bortermelő hely, melynek első írásos említése 1275-ből származik, Zamthou alakban. Szőlőjét már ekkor is említették, valószínű azonban, hogy a nagyobb szőlőtelepítést itt a Károly Róbert alatt bevándorolt olaszok végezték.
Több mint 600 éven át város, illetve mezőváros volt, majd a helyi közigazgatás 1871-es rendezésekor, a mezővárosi rang országos megszüntetésekor nagyközséggé alakult, de a mezővárosi címet még egy ideig használta.
A 1459-ben a Szapolyai-család kapta zálogba a tokaji vár tartozékaként. A Szapolyai-család csatolja Szántót, Tállyát és Rátkát a regéci uradalomhoz, innen a település története összefonódik az uradaloméval. Ebben az időben lett mezőváros, Gönc és Kassa után a vármegye 3. legnépesebb települése. Századokon át a Hernád-menti kereskedelmi út egyik fontos állomása volt. Szapolyai János 1540-ben bekövetkezett halála után Serédy Gáspár kapja meg, majd 1543-ban a bekényi Alaghy család. 1590-ben a Rákóczi-uradalomhoz tartozott, de 1591-ben bekényi Alaghy Menyhért tulajdonába kerül az uradalom és vele együtt a település is. 1631-es halálával az uradalomra három család is igényt formál: a herceg Esterházy család, a Pázmányi család, valamint a Rákóczi család. 1634-ben herceg Esterházy Miklós nádor birtoka lesz az uradalom, aki végrendeletében fiára, Esterházy Ferencre hagyja azt, azonban az uradalmat 1647-ben a Rákóczi családnak adja el. 1711 után Trautson herceg birtokolja az uradalmat, 1781-től a Magyar Királyi Kamara, majd 1808-tól a Bretzenheim család tulajdona lett.
A 19. század végén Kassa után a megye legnépesebb települése volt, melynek utcáin már 1904 januárjában megjelent a közvilágítás. 1921-ig a Gönci járás, azután 1962-ig az Abaújszántói járás székhelye volt, de a trianoni békeszerződés utáni évtizedekben a térségbeli vezető szerepet fokozatosan a közeli Encs vette át tőle.
1944-ben az Abaújszántón élő és dolgozó mintegy 200 zsidó család nagy részét deportálták és meggyilkolták.
A település 2004 júniusában kapott újra városi rangot.
Több híres ember neve is megemlíthető Abaújszántóval kapcsolatban: iskolamesterként itt tanított 1567 és 1568 között Ilosvai Selymes Péter, voltak itt birtokai Bakócz Tamásnak, de Károlyi Gáspár élete is több pontot kapcsolódott a városhoz (a bibliafordításban szántói református lelkészek is segítettek neki). Balassi Bálint 1585 júliusában több napot itt töltött, innen keltezte barátjához, Sövényházi Móricz Balázshoz írott levelét, amelyben támogatását kérte az ellene felhozott vádak tisztázásához. 1906-ban néhány hónapon át Nagy Lajos töltötte be a község szolgabírói tisztét, erről „A lázadó ember” című önéletrajzában is említést tesz.
| Főbb közigazgatás-történeti adatok 1900 óta | Főbb közigazgatás-történeti adatok 1900 óta          |
| ------------------------------------------- | ---------------------------------------------------- |
| Rangja                                      |                                                      |
| 1950-ig                                     | nagyközség                                           |
| 1950–1971                                   | önálló tanácsú község                                |
| 1971–1984                                   | önálló tanácsú nagyközség                            |
| 1985–1990                                   | nagyközségi közös tanács székhelye                   |
| 1990–2004                                   | nagyközség                                           |
| 2004 óta                                    | város                                                |
| Hozzá tartozó települések                   |                                                      |
| 1863 óta                                    | Marcinfalva                                          |
| 1943 óta                                    | Cekeháza                                             |
| Területi beosztása                          |                                                      |
| 1921-ig                                     | Abaúj-Torna vármegye, Gönci járás                    |
| 1921–1945                                   | Abaúj-Torna vármegye, Abaújszántói járás             |
| 1945–1950                                   | Abaúj vármegye, Abaújszántói járás                   |
| 1950–1962                                   | Borsod-Abaúj-Zemplén megye, Abaújszántói járás       |
| 1962–1983                                   | Borsod-Abaúj-Zemplén megye, Szerencsi járás          |
| 1984–1990                                   | Borsod-Abaúj-Zemplén megye, Szerencsi városkörnyék   |
| 1990 óta                                    | Borsod-Abaúj-Zemplén megye                           |
| 1994–2004                                   | Borsod-Abaúj-Zemplén megye, Szerencsi kistérség      |
| 2004 óta                                    | Borsod-Abaúj-Zemplén megye, Abaúj-Hegyközi kistérség |
| 2013 óta                                    | Borsod-Abaúj-Zemplén megye, Gönci járás              |
| Központi szerepköre                         |                                                      |
| 1921-ig                                     | Gönci járás székhelye                                |
| 1921–1962                                   | Abaújszántói járás székhelye                         |
| 2004 óta                                    | Abaúj-Hegyközi kistérség központja                   |

## Közélete

### Polgármesterei
- 1990–1991: Bényey Gábor (független)[5]
- 1991-1994 : Kender János[6]
- 1994–1998: Sóhajda Sándor (MSZP)[7]
- 1998–2001: Sóhajda Sándor (független)[8]
- 2001–2002: Soltész Zoltán (független)[9][10]
- 2002–2006: Soltész Zoltán (független)[11]
- 2006–2010: Madár György (független)[12]
- 2010–2014: Madár György (független)[13]
- 2014–2014: Kiss Tibor István (független)[14]
- 2015–2019: Sáfián Ádám (független)[15]
- 2019–2024: Sáfián Ádám (Fidesz-KDNP)[16]
- 2024– : Sáfián Ádám (Fidesz-KDNP)[1]

A településen 2001. június 9-én időközi polgármester-választást (és képviselő-testületi választást) tartottak, az előző képviselő-testület önfeloszlatása miatt. 2015. február 22-én ugyancsak időközi polgármester-választásra kellett sort keríteni Abaújszántón, de ezúttal azért, mert az előző októberben megválasztott polgármester kevéssel azután le is mondott posztjáról.
A települési önkormányzat képviselő-testülete (a polgármesterrel együtt) 7 főből áll. A településen 3 fővel Roma Nemzetiségi Önkormányzat is működik.

## Népesség
A település népességének alakulása:
- 2016: 3021 fő
- 2015: 3062 fő
- 2014: 3105 fő
- 2013: 3130 fő
- 2012: 3142 fő
- 2011: 3164 fő
- 2010: 3123 fő
- 2001: 3433 fő
- 1990: 3565 fő[19]
- 1983: 3647 fő
- 1948: 4693 fő
- 1940: 4903 fő
- 1910: 4698 fő
- 1840: 3795 fő[20]

### Népcsoportok
A 2011-es adatok alapján a település lakosságából 94,7% magyar, 6,3% cigány, 0,9% ukrán, 0,5% német, 0,1% román,  0,1% egyéb nem hazai nemzetiségű.
2022-ben a lakosság 89,8%-a vallotta magát magyarnak, 4,4% cigánynak, 0,2% németnek, 0,1-0,1% lengyelnek és szlováknak, 1,5% egyéb, nem hazai nemzetiségűnek (9,9% nem nyilatkozott; a kettős identitások miatt a végösszeg nagyobb lehet 100%-nál).

## Vallás
A 2011-es népszámlálás adatai alapján a lakosok 51,9%-a római katolikus, 24,6%-a református, 7,6%-a görögkatolikus és 0,5%-a evangélikus vallású, míg 1,2%-a más egyházhoz vagy felekezethez tartozik. A többiek nem tartoznak egyetlen egyházhoz sem, vagy nem válaszoltak.
2022-ben vallásuk szerint 37,5% volt római katolikus, 18,9% református, 6,5% görög katolikus, 0,6% egyéb keresztény, 0,3% evangélikus, 3,1% felekezeten kívüli (32,8% nem válaszolt).
Római katolikus egyház
Az egri főegyházmegye (érsekség) Abaúj-Zempléni Főesperességében lévő Gönci Esperesi Kerülethez tartozik, mint önálló plébánia. Plébániatemplomának védőszentje Gyümölcsoltó Boldogasszony. Római katolikus anyakönyveit 1735-től vezetik.
Görögkatolikus egyház
A Miskolci Apostoli Exarchátus Abaújszántói Esperesi Kerületébe tartozik, mint önálló parókia. A településen 1791-ben alakult meg az egyházközség, görögkatolikus anyakönyveit is ekkortól vezetik. Templomának titulusa: Urunk mennybemenetele. Filiaként hozzátartoznak Abaújkér, Golop és Tállya görögkatolikus vallású lakosai.
Református egyház
A Tiszáninneni Református Egyházkerület (püspökség) Abaúji Református Egyházmegyéjébe (esperesség) tartozik, mint önálló anyaegyházközség.
Evangélikus egyház
Az Északi evangélikus egyházkerület (püspökség) Borsod-Hevesi Egyházmegyéjében (esperesség) lévő Tállya-Abaújszántó-Tokaj-Sátoraljaújhelyi Missziói Evangélikus Egyházközségbe tartozik.

## Természeti értékek
Növényföldrajzi értelemben a magyar flóratartomány (Pannonicum) északi középhegységi flóravidékének egyik önálló flórajárásához (Tokajense) tartozik.
- Sátor-hegy: Az egykori pannon erdős-sztyepp-vegetáció maradványai itt még viszonylag nagy kiterjedésben lelhetők fel. Legértékesebb területei a molyhos tölgyes, karsztbokorerdő-foltokkal váltakozó lejtősztyeppek. Rengeteg ritka és védett növény található itt, pl. a hegyi, a csinos, a bozontos és a kunkorgó árvalányhaj, a magyar szegfű (Dianthus pontederae)  Archiválva 2014. április 21-i dátummal a Wayback Machine-ben, a leánykökörcsin és a hegyi kökörcsin (Pulsatilla montana)  Archiválva 2014. június 29-i dátummal a Wayback Machine-ben.
- Aranyos-völgy: természeti értékekben gazdag terület, fontosabb növénytársulásai: sziklai- és törmeléklejtő-erdők, patakparti égerligetek, égerláp, sztyepprétek és sziklagyepek. Itt is található sok védett növény, pl. a szálkás pajzsika, a farkasboroszlán, a hegyi árvalányhaj és a turbánliliom. A környéken több emlősfaj is él, ebből legalább 15 faj védett, és 1 faj fokozottan védett. Megtalálható itt - többek között - a hazánkban csak elvétve előforduló hiúz, a farkas és a vadmacska. A hüllők közül tömegesen előfordul az alpesi gőte és a keresztes vipera. Madártani szempontból a völgy és környéke hazai és európai viszonylatban is egyedülálló: a madarak közül 19 faj fokozottan védett, és 10 fészkel is a területen.[26]

## Nevezetességei
- Termálvizes fürdőtelep: A medencét termálvizes forrásra építették. Vízcseréjét forrás biztosította. Fürdője ma már rendkívül romos állapotban van.
- Köszvényes-kút tanösvény: a város déli részén található, a fürdő közelében. A Köszvényes-kút nevű forráshoz több népi legenda, hiedelem is kapcsolódik.[27]
- Pincesorai a világörökségbe tartoznak. 420 pincével rendelkezik. Pincesor több helyen található, az egyik Tállya felől jövet látható a főút mellett, a másik a Dobó István útnál zeg-zugosan helyezkedik el.  Leghosszabb pincerendszere 1600 méter hosszú, melynek több kijárata van.
- Patay-kastély: A Cekeházán álló épületet a Patay család építtette 1820 körül, klasszicista stílusban. Évtizedek óta rendkívül romos állapotban volt, de 2021-ben elkezdték felújítását.[28]

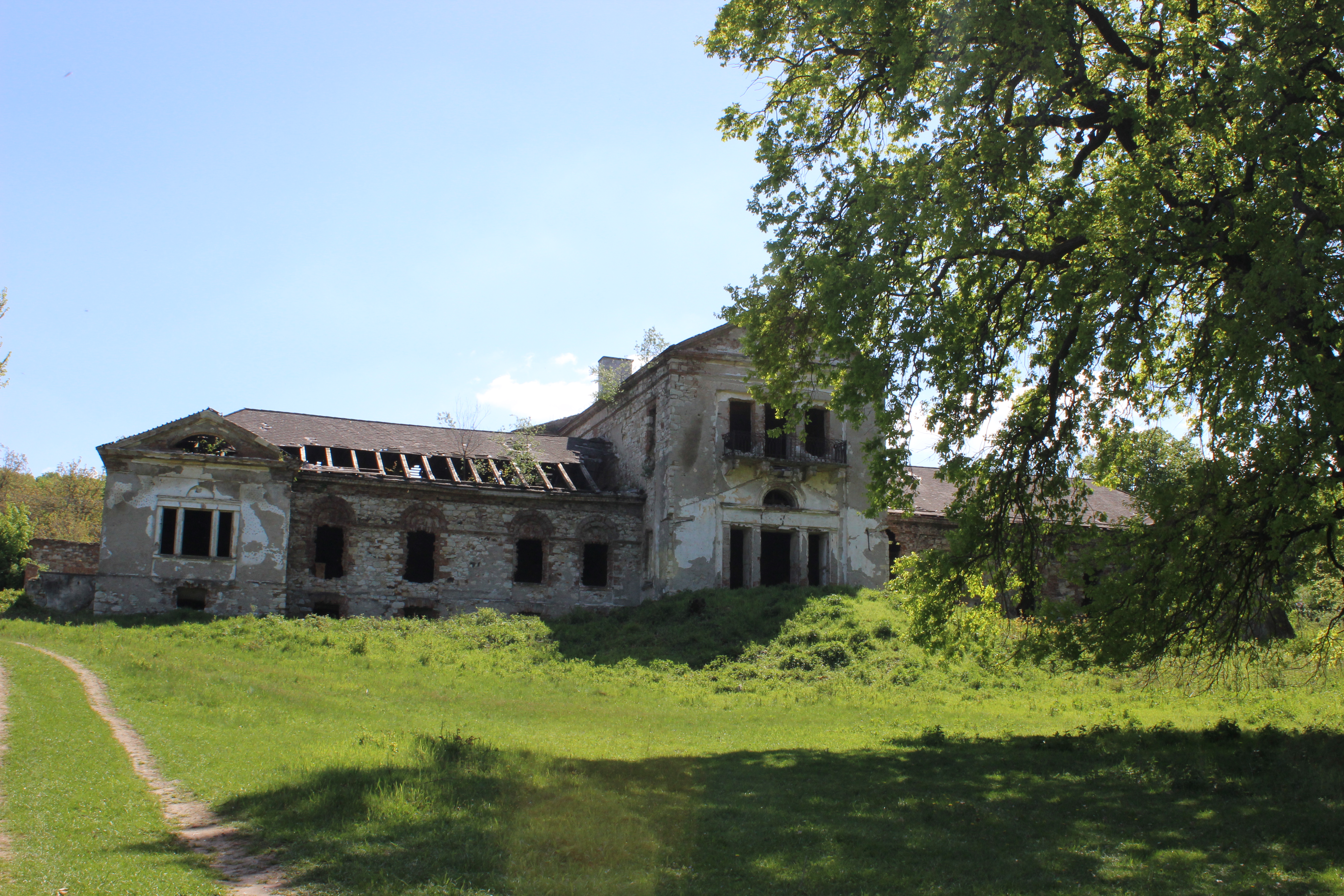
Patay-kastély

- Szent István király szobra a római katolikus templom melletti téren: Frech Ottó alkotása 2003-ból. Megalkotásához kalandos történet fűződik: eredetileg kétszer ekkora méretű, álló formátumú szobornak tervezték, de ismeretlen tettesek ellopták a faanyag felét, így a maradék fatömbből már csak trónon ülő alakként lehetett megformálni a királyt.[29]

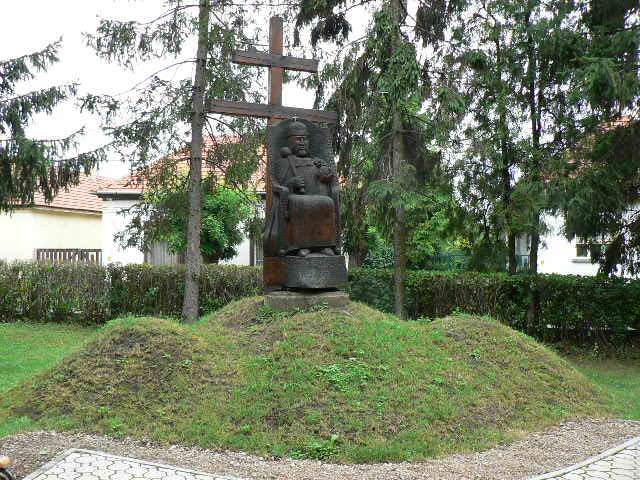
Szent István szobra Abaújszántón (Frech Ottó alkotása)

- Római katolikus temploma Gyümölcsoltó Boldogasszony nevére szentelve a 14–15. században épült, gótikus stílusban; késő barokk formáját 1804-ben kapta, Ignatz Franz tervei alapján. Késő gótikus szentségháza csipkés toronyban zárul. Jelenlegi főoltára neogótikus.

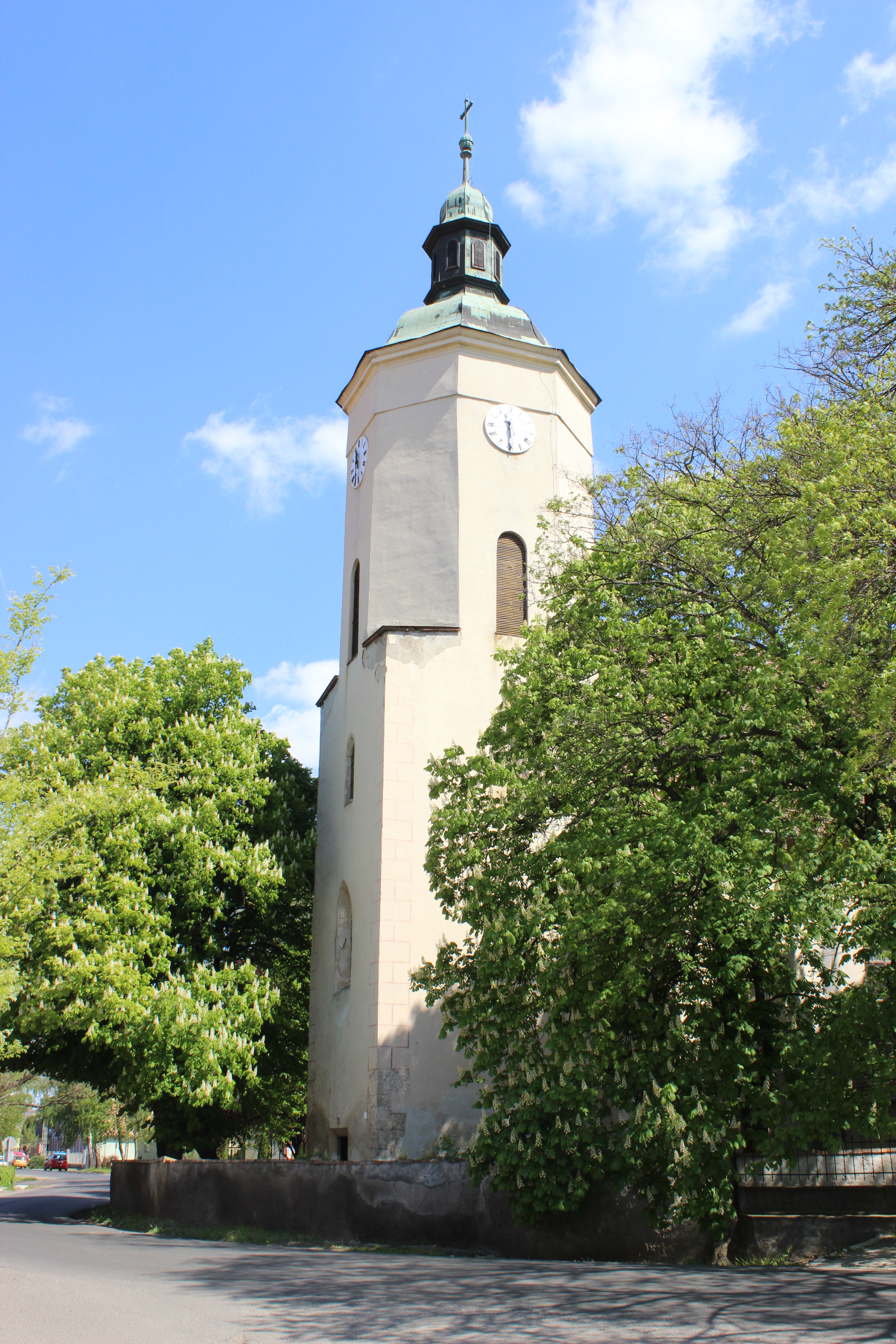
Római katolikus templom

- Görögkatolikus (Urunk mennybemenetele-) templom: 1792-ben épült, késő barokk stílusban. Copf ikonosztáza 1811-ben készült, képeit Miklóssy József festette 1830-ban. Az ikonosztáz sértetlenül vészelte át az azóta eltelt sok viszontagságos évet.

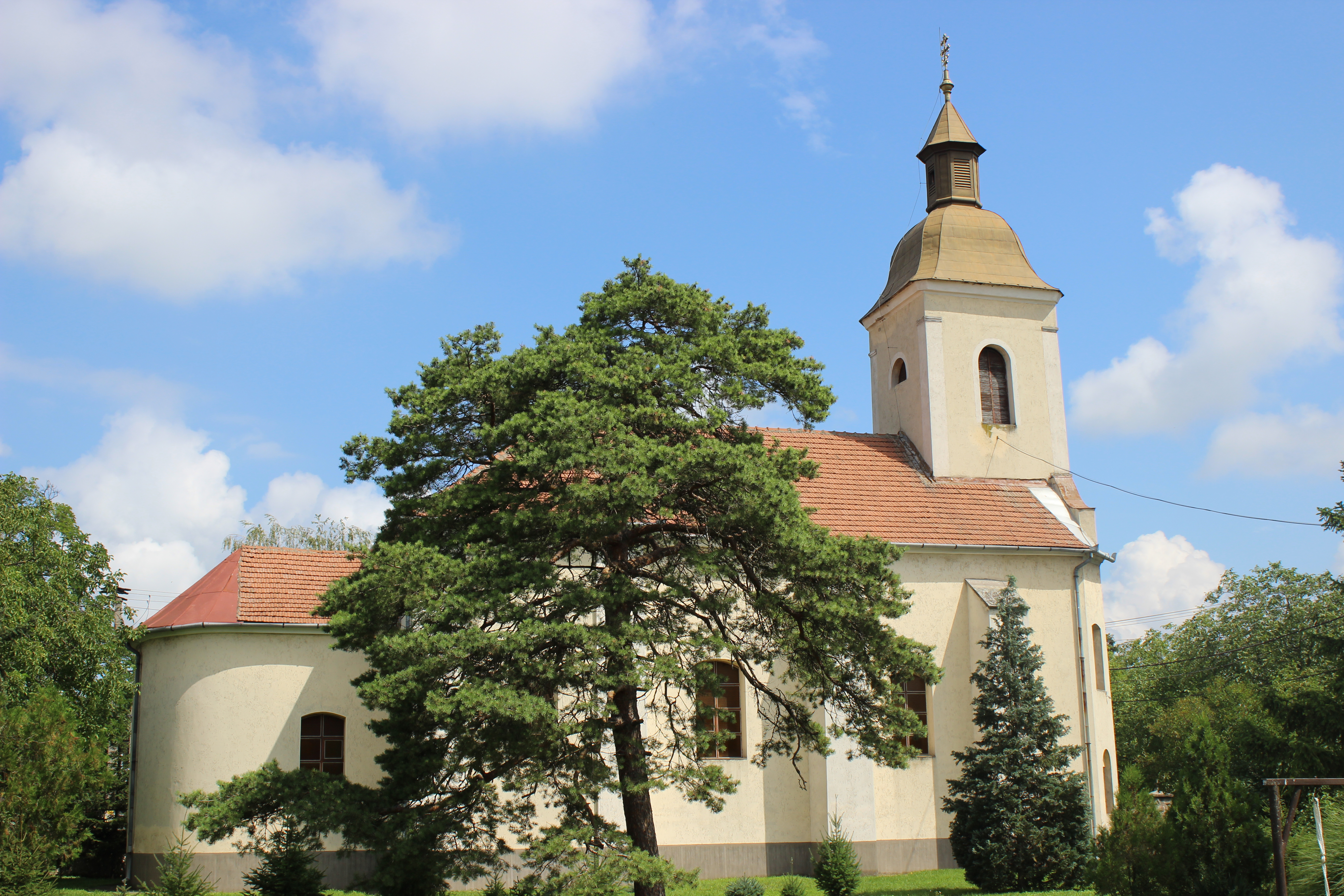
Görögkatolikus templom

- Református templom: 1752-ben épült, barokk stílusban. A templomot 1865-ben újjáépítették.

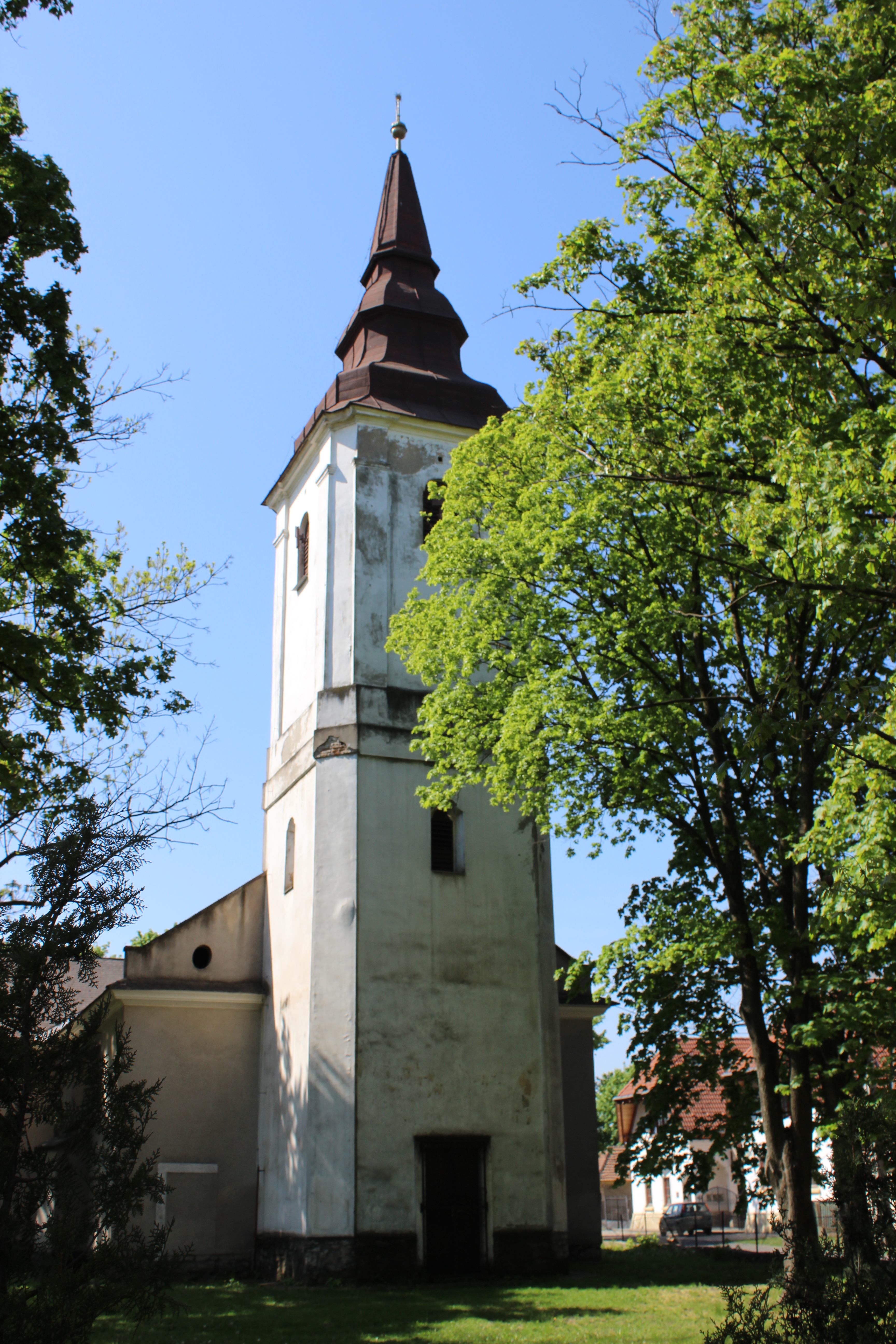
Református templom

- Lakóház (Rákóczi u. 73.): A 19. század elején épült, népies barokk stílusban.

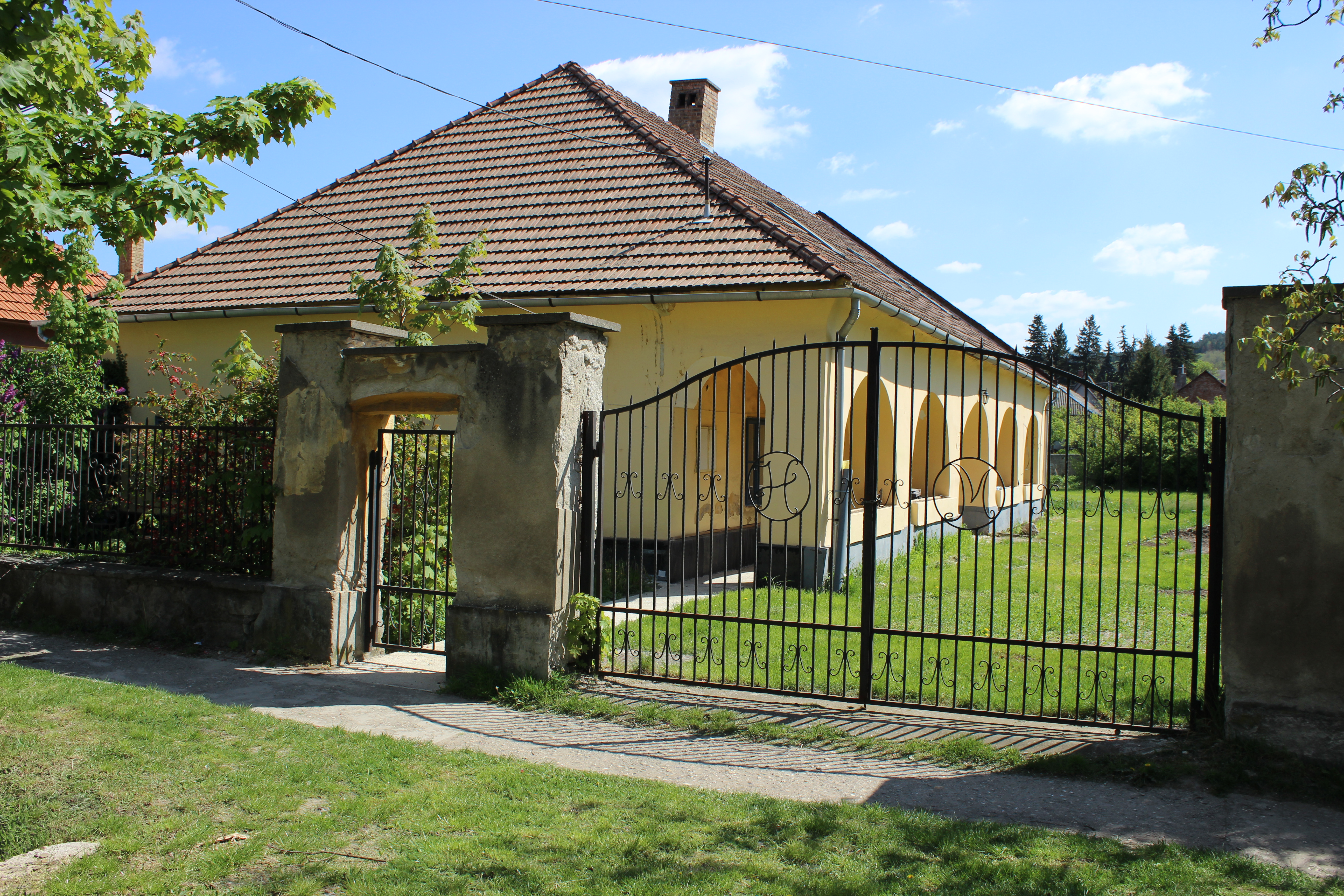
Abaújszántó Rákóczi u. 73.

- Helytörténeti gyűjtemény: A 18. századi eredetű Ulánus-ház termeiben a község történetét, a mezőváros híres kisiparát bemutató kiállítás tekinthető meg. Az épületet 1820–30 között, klasszicista stílusban átépítették. L alaprajzú, földszintes épület. Udvari homlokzata oszloptornácos.

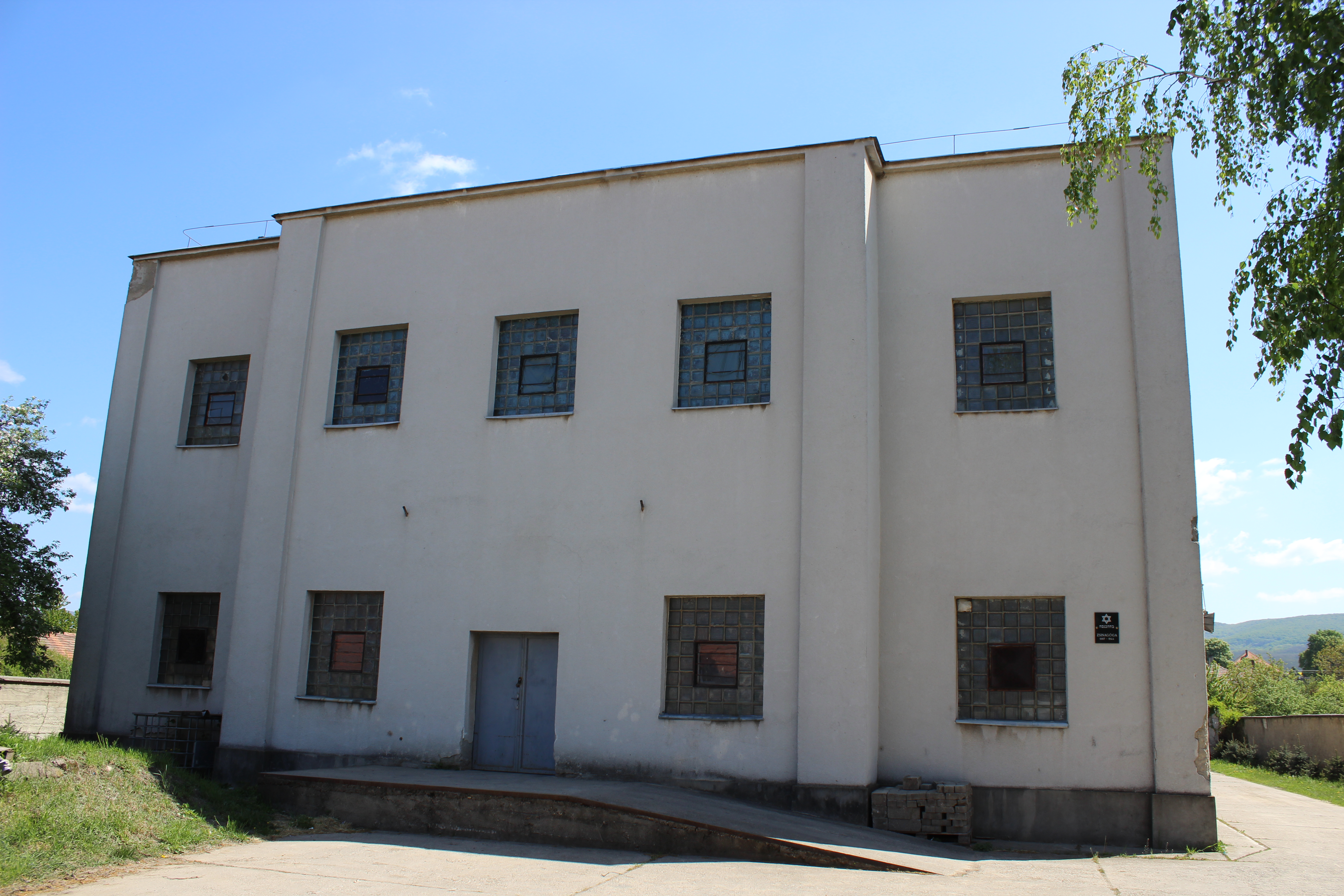
Volt zsinagóga

- Volt zsinagóga: 1896-ban épült.

- Evangélikus templom': 1798–99-ben épült, copf stílusban.

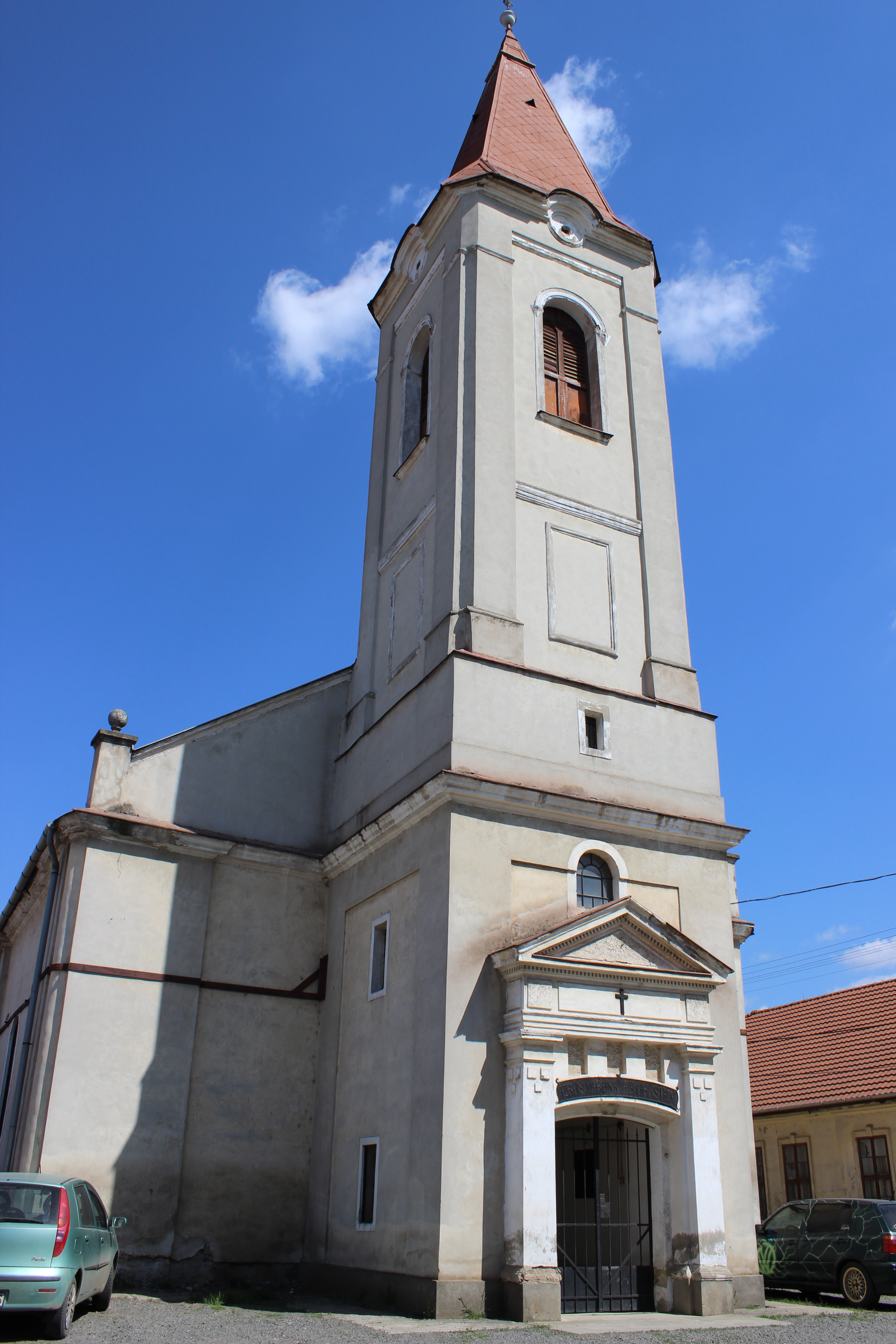
Evangélikus templom

- Ilosvai Selymes Péter Általános Iskola: A 20. században épült, szecessziós stílusban.
- Kopjafa.
- Mezőgazdasági Szakközépiskola: Az 1930-as években épült, az északi népek építési stílusában.
- Fakereszt (Sátor-hegy).
- A fent említetteken kívül még mintegy 40 épület tartozik helyi önkormányzati védelem alá.[30]

## Híres emberek
- Itt született 1809-ben Jászay Pál történetíró.
- Itt született 1855-ben Tóth Béla színigazgató.
- Itt született 1874-ben Harsányi István irodalomtörténész, könyvtáros, református teológiatanár.
- Itt született 1874-ben Fantó Leó festő és grafikus.
- Itt született 1891-ben Kalocsay Kálmán orvos, eszperantista.
- Itt született 1904-ben Farkas Mihály, kommunista politikus, honvédelmi miniszter.
- Itt született 1951-ben Drozsnyik István képzőművész.
- Itt született 1969-ben Kovács Zoltán történész, politikus.

## Testvérvárosok
- Kassa, Szlovákia[31]
- Kápolnásfalu, Románia
- Tiszaújlak, Ukrajna
- Bad Schwalbach, Németország
- Oberlungwitz, Németország